# Pohrebyšče
Pohrebyšče (in ucraino Погребище?) è una città ucraina (9209 abitanti), nel distretto di Vinnycja, nell'oblast' di Vinnycja. Ospita l'amministrazione della comunità territoriale di Pohrebyšče, una delle comunità territoriali dell'Ucraina.
Fino al 18 luglio 2020  Pohrebyšče fungeva da centro amministrativo del distretto di Pohrebyšče. Come parte della riforma amministrativa che ha ridotto a sei il numero dei distretti dell'oblast' di Vinnycja, il distretto di Pohrebyšče venne fuso nel distretto di Vinnycja.